# A’rab ar Ramadin al Janubi
A’rab ar Ramadin al Janubi, en arabe : عَرَب الرَماضِني الجَنُويب, est un village du gouvernorat de Qalqilya en Palestine.
Selon le recensement du bureau central palestinien des statistiques, la localité compte une population de 286 habitants en 2017.